# Ebaeides malaccensis
Ebaeides malaccensis är en skalbaggsart som beskrevs av Stefan von Breuning 1965. Ebaeides malaccensis ingår i släktet Ebaeides och familjen långhorningar. Inga underarter finns listade i Catalogue of Life.